# Couronne féroïenne
La couronne féroïenne (en féroïen : føroysk króna) est la monnaie utilisée aux îles Féroé aux côtés de la couronne danoise depuis la Seconde Guerre mondiale. La króna se subdivise en 100 oyru (au singulier oyra). Il existe uniquement des billets (de 50 à 1 000 couronnes), seules les pièces danoises étant en circulation. Les billets ne peuvent pas être échangés en dehors de l'archipel (sauf à la Banque nationale du Danemark), et ne sont généralement pas acceptés par les commerçants danois en dehors des îles Féroé. Conformément à la loi en vigueur, les billets féroïens sont de mêmes dimensions et de mêmes valeurs faciales que leurs homologues danois. En raison de leur rareté et de leur beauté, les billets féroïens sont recherchés des collectionneurs,.

## Histoire

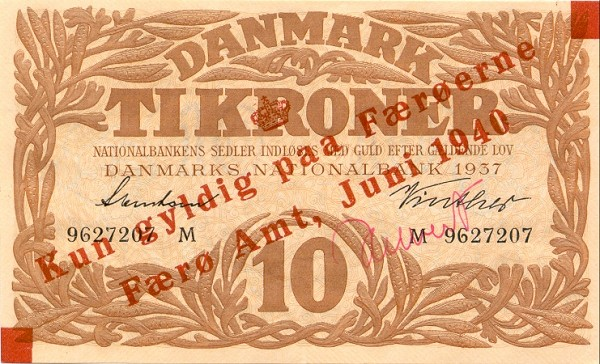
Billet de 10 couronnes danoises avec surcharge à l'encre rouge : « Kun Gyldig paa Færøerne, Færø Amt, Juni 1940 », c'est-à-dire : « Seulement valide aux îles Féroé, département des îles Féroé, juin 1940 ».

Lorsque les troupes du Troisième Reich occupent le Danemark le 9 avril 1940, la couronne danoise est utilisée dans les îles Féroé. Au même moment, le Royaume-Uni prend le contrôle de l'archipel ; l'occupation britannique des îles Féroé commence. Tous les échanges entre le Danemark et les îles Féroé sont alors interrompus, et dès le 31 mai 1940, les autorités féroïennes mettent en circulation de nouveaux billets de banque : des billets danois avec une surcharge à l'encre rouge, qui remplacent les billets danois de même valeur. De nouveaux billets sont imprimés à partir du 14 octobre 1940, « au nom de la Banque nationale du Danemark ».
Le 18 décembre 1940, un service est créé pour contrôler le commerce extérieur et s'assurer de la solvabilité des îles Féroé. Ce service était dirigé par un conseil composé de neuf personnes, un juge, qui présidait, un représentant des exportateurs de poissons, un représentant de l'union des marchands féroïens, un représentant de la banque Føroya Banki, un représentant de la société d'épargne Føroya Sparikassi et quatre représentants du Løgting. Le même jour, la couronne féroïenne est indexée sur la livre sterling, au taux de 22,4 couronnes pour 1 livre.
Ce taux est officiellement accepté par le gouvernement britannique dans l'Accord entre le gouvernement de Sa Majesté britannique et l'administration des îles Féroé pour la régulation des relations financières entre le Royaume-Uni et les îles Féroé, qui entre en vigueur le 27 mars 1941. C'est également à cette date que le conseil est réorganisé ; il se compose désormais de trois membres, un représentant du gouvernement britannique, un représentant de l'État danois (en pratique, de l'administration des îles Féroé) et un représentant du Løgting. En 1941, des pièces sont frappées à Londres pour être utilisées aux îles Féroé.
Le 12 avril 1949, la couronne féroïenne est détachée de la livre sterling pour être indexée à parité sur la couronne danoise. Cet arrangement est toujours en vigueur aujourd'hui.

## Billets

### Anciennes émissions
En 1940, des billets danois de 5, 20, 50, 100 et 500 couronnes ont reçu une surcharge pour être utilisés spécifiquement sur les îles Féroé ; la même année, l'administration féroïenne a fait circuler de nouveaux billets (1, 5, 10 et 100 couronnes). À partir de 1951, les billets sont imprimés en féroïen. Le billet d'1 couronne n'est plus imprimé, et différentes valeurs sont progressivement introduites : 5 couronnes (1951), 10 couronnes (1954), 100 couronnes (1964) et 50 couronnes (1967). Le principal motif représenté sur les billets de 5 et 10 couronnes est un bélier, tandis que le billet de 50 couronnes représente Nólsoyar Páll et celui de 100 couronnes Venceslaus Ulricus Hammershaimb. Des billets de 500 et 1 000 couronnes en 1978, 20 couronnes en 1986 et 200 couronnes en 2003.

### Billets en circulation
De nouveaux billets avec de nombreuses caractéristiques de sécurité, sont introduits entre 2001 et 2005 en vue de remplacer progressivement les émissions précédentes, qui gardent pour l'instant cours légal. Y sont représentés, sur le recto, des espèces animales présentes aux îles Féroé, et sur le verso, des paysages peints par l'artiste féroïen Zacharias Heinesen. Les billets ont tous la même largeur (72 mm) et leur longueur augmente avec la valeur, de 10 mm en 10 mm, de 125 mm pour la valeur la plus faible à 165 mm pour la valeur la plus élevée. Une version améliorée (caractéristiques de sécurité supplémentaires) est introduite à partir du 19 mars 2012.
| Revers | Valeur faciale | Date de sortie    | Taille      | Recto                     | Verso                                        |
| ------ | -------------- | ----------------- | ----------- | ------------------------- | -------------------------------------------- |
|        | 50 couronnes   | 3 juillet 2001    | 125 × 72 mm | corne de bélier           | falaise près du village de Sumba sur Suðuroy |
|        | 100 couronnes  | 16 janvier 2003   | 135 × 72 mm | morue                     | vue de Klaksvík sur Borðoy                   |
|        | 200 couronnes  | 19 janvier 2004   | 145 × 72 mm | phalène (hepialus humuli) | îlot de Tindhólmur sur Vágar                 |
|        | 500 couronnes  | 30 novembre 2004  | 155 × 72 mm | crabe                     | village de Hvannasund sur Viðoy              |
|        | 1000 couronnes | 15 septembre 2005 | 165 × 72 mm | bécasseau                 | île de Sandoy                                |